# Maidstone Chess Club
Maidstone Chess Club – angielski klub szachowy z siedzibą w Maidstone, zwycięzca 4NCL z 1993 roku.

## Historia
Korzenie klubu sięgają Maidstone Church Institute Chess Club, założonego w 1879 roku. Klub ten organizował turnieje i mecze towarzyskie (regularnie grywano z Hastings and St Leonards Chess Club), gościł także takich zawodników jak Joseph Blackburne i Isidor Gunsberg. Po I wojnie światowej klub uczestniczył m.in. w turnieju Kent Cup. W 1932 roku opuszczono Instytut Kościelny i powołano Maidstone Chess Club, którego pierwszym prezesem został H. Ransom. W 1933 roku klub wygrał Lewis Cup. W okresie II wojny światowej klub nie prowadził działalności. W 1949 roku klub po raz pierwszy zdobył Stevenson Cup. W latach 80. i 90. klub siedmiokrotnie (1988–1989, 1992–1994, 1998–1999) wygrał County Cup (ogółem w historii zespół zdobył to trofeum piętnaście razy). W 1993 roku klub, pod nazwą Invicta Knights, zadebiutował w Pucharze Europy. W fazie grupowej angielski klub przegrał z ASA Phoenix Tel-Awiw i Katalonią, a wygrał z Bohemians Praga, co jednak nie pozwoliło wyjść z grupy. W sezonie 1993/1994 klub uczestniczył w pierwszej edycji 4NCL. Zespół wygrał wówczas ligę. W kadrze drużyny znajdowali się wówczas m.in. Matthew Sadler, Christopher Ward, John Emms, Daniel King, Dharshan Kumaran, Neil McDonald i Harriet Hunt. Klub wystąpił także w Pucharze Europy, ponownie nie wychodząc z grupy (wygrana z SK1968 oraz porażki z Bayernem Monachium i KSK Rochade Eupen-Kelmis). W sezonie 1994/1995 zespół zajął ósme miejsce w 4NCL. Ponadto klub ponownie nie wyszedł z grupy Pucharu Europy po przegranej z Hapoelem Riszon le-Cijjon i wygranej z Taraus Tampere. Rok później w fazie grupowej Pucharze Europy klub zajął trzecie miejsce; odniesiono wówczas zwycięstwa z SAP DEI Makedonías – Thrákis i SG Allschwil, a także przegrano z Sibekobankiem Nowosybirsk. W sezonie 1996/1997 zespół zdobył wicemistrzostwo Wielkiej Brytanii, ulegając jedynie Midland Monarchs; identyczny rezultat osiągnięto w następnym sezonie. W fazie grupowej Pucharu Europy sezonu 1998 drużyna z Maidstone wygrała z SK Hohenems i ŠK Alkaloid Skopje i poległa z Panfoksem Breda, z tym właśnie klubem przegrywając także rywalizację o wyjście z grupy. W sezonie 1998/1999 klub zajął czwarte miejsce w lidze. W Pucharze Europy Invicta Knights wygrał z Crumlin Dublin i Nykøbing Falster SK, a przegrał z Sibirem Tomsk i nie wyszedł z grupy; rok 1999 był ostatnim, w którym klub rywalizował w 4NCL i Pucharze Europy.

## Arcymistrzowie w historii klubu
- Glenn Flear[13]
- Daniel King[13]
- Neil McDonald[13]
- John Nunn[13]
- Matthew Sadler[13]
- Jonathan Speelman[13]
- Christopher Ward[13]